# رمضان أوزكان
رمضان أوزكان (بالتركية: Ramazan Özcan)‏ ، من مواليد 28 يونيو 1984 في هوهينميز في النمسا ، لاعب كرة قدم نمساوي.
يلعب مع نادي هوفينهيم منذ عام 2008.
بدأ باللعب مع منتخب النمسا لكرة القدم في عام 2008.

## روابط خارجية
- رمضان أوزكان على موقع الاتحاد الدولي (مؤرشف)  (الإنجليزية)
- رمضان أوزكان على موقع الاتحاد الأوربي (الإنجليزية)
- رمضان أوزكان على موقع اتحاد تركيا (لاعب) (الإنجليزية)
- رمضان أوزكان على موقع قاعدة بيانات كرة القدم.إي يو (الإنجليزية)
- رمضان أوزكان على موقع بيانات كرة القدم. دي إي (الألمانية)
- رمضان أوزكان على موقع ناشيونال فوتبول تيمز (الإنجليزية)
- رمضان أوزكان على موقع Soccerway.com (الإنجليزية)
- رمضان أوزكان على موقع عالم كرة القدم.نت (الإنجليزية)
- رمضان أوزكان على موقع AS.com (الإسبانية)